# Brajdić Selo
Brajdić Selo je naselje u općini Rakovica, u Karlovačkoj županiji.
Nalazi se oko kilometar udaljeno od Rakovice u smjeru Plitvica, a ima oko 40 kuća i stotinjak stalnih stanovnika; Brajdića, Klanfara, Sabljaka i dr.
Selo je nastalo prije 280 godina naseljavanjem graničara Ogulinske pukovnije uglavnom s područja Ogulina, Josipdola i Modruša skupa s njihovim obiteljima. Naseljavanje je provođeno dekretima na ovo, do tada pusto, područje.
Na područje kasnijeg sela prvi su doselili Filip Brajdić, Nikola Klanfar i Petar Vidoš s obiteljima.
Brajdić selo se prvi put spominje 1789. godine u izvješću zapovjedništva Ogulinske kumpanije iz Rakovice u kojem su nabrojeni položaji deset kumpanija prilikom oslobođenja drežničkog kraja od Turaka. U Brajdić selu je bila smještena kumpanija pod zapovjedništvom kapetana Mamule.
Nakon što je stradalo u Domovinskom ratu potpuno spaljeno od strane pobunjenih Srba, selo je poslije oslobođenja 1995. godine u narednim godinama u cijelosti obnovljeno, a sagrađeno je i više novih kuća pa je danas jedno od najnaprednijh u općini Rakovica.

## Stanovništvo
Brajdić Selo kao samostalno naselje postoji od popisa 2001. godine.
- 2001. – 95

| broj stanovnika |       |       |       |       |       |       |       |       |       |       |       |       |       |       | 95    | 82    | 80    |
|                 | 1857. | 1869. | 1880. | 1890. | 1900. | 1910. | 1921. | 1931. | 1948. | 1953. | 1961. | 1971. | 1981. | 1991. | 2001. | 2011. | 2021. |